# Nemacheilus periyarensis
Nemacheilus periyarensis – gatunek karpiokształtnej ryby z rodziny Nemacheilidae. Został opisany po raz pierwszy w indyjskim regionie Thannikudy przez dwóch naukowców: Madhusoodanę Kurupa i Radhakrishnana.
Występuje w szybko płynących słodkowodnych potokach z podłożem piaszczystym i kamienistym. Jego jedynym miejscem życia jest górny bieg rzeki Periyar oraz jezioro Periyar w Kerali, Indie.
Z wyglądu bardzo przypomina Nemacheilus pulchellus – ma podobną kolorystykę i charakterystykę ciała, główną różnicą jest obecność dziewięciu odgałęzionych promieni na płetwie grzbietowej.
Szacuje się, że Nemacheilus periyarensis jest zagrożony wymarciem, gdyż występuje na terenie mniejszym niż 10 km², jednak jest to obszar ściśle chroniony bez zagrożeń dla populacji, jednak wysoce prawdopodobnym w bliskiej przyszłości niebezpieczeństwem jest możliwość migracji trzech gatunków ryb egzotycznych z dolnego biegu rzeki (Cyprinus carpio var. communis, Oreochromis mossambicus oraz Clarias gariepinus) w górę. Departament Lasów i Dzikiej Przyrody stanu Kerala nie podejmuje żadnych akcji ochronnych oprócz promowania odławiania ryb egzotycznych z dolnego biegu rzeki Periyar, aby ograniczyć ich rozprzestrzenianie się.